# Потоцкий, Стефан (1624)
Сте́фан Пото́цкий (пол. Stefan Potocki, род. 1624 — 19 мая 1648) — польский шляхтич, нежинский староста, второй сын великого гетмана коронного и каштеляна краковского Миколая Потоцкого (1591—1651) от первого брака с Софьей Фирлей.

## Биография
Представитель польского магнатского рода Потоцких герба Пилява. Получил во владение от своего отца Стефана Потоцкого Нежинское староство на Левобережной Украине. Весной 1648 года великий гетман коронный Миколай Потоцкий отправил польский передовой корпус под командованием своего молодого сына Стефана Потоцкого в карательный поход на Запорожскую сечь, где беглый чигиринский сотник Богдан Хмельницкий поднял восстание против польско-шляхетского владычества. Стефан Потоцкий, не имевший военного опыта, только формально командовал, а фактически военными действиями руководили казацкий комиссар Яков Шемберг и полковник Стефан Чарнецкий.
Стефан Потоцкий командовал польским авангардом в битве с запорожскими казаками под Жёлтыми Водами, где потерпел полное поражение, был ранен, попал в плен и умер от гангрены 19 мая 1648 года.